# 連星

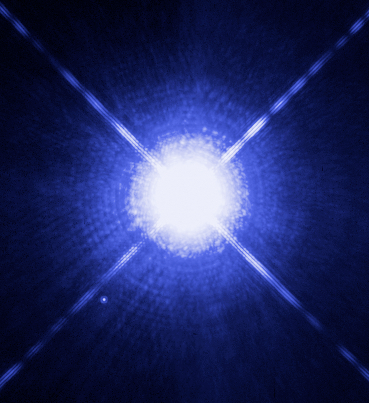
ハッブル宇宙望遠鏡で撮影した、シリウスの画像。シリウスも連星で、白色矮星の伴星（左下）を持っている。

1. 大抵の恒星は連星として誕生する。
2. 一方の恒星が、他方から物質を吸引する。
3. 前者は高速で回転して偏平な形になる。
4. 後者はどんどん小さくなり、かつ、高温になる。
5. 後者は小さくなったすえに、一挙に爆発して、超新星となる。爆発のあとには中性子星を誕生させる。
6. 残った方（前者）は、時間を経て、赤色巨星となる。やがて爆発して、超新星となる。爆発のあとには中性子星を残す。

連星（れんせい、英: Binary star）とは、2つの恒星が両者の重心（共通重心）の周りを軌道運動している天体である。双子星（）とも呼ばれる。連星は、地球から遠距離にあると、一つの恒星と思われ、その後に連星である事が判明する場合もある。この2世紀間の観測で、肉眼で見える恒星の半数以上が連星である可能性が示唆されている。通常は明るい方の星を主星、暗い方を伴星と呼ぶ。また、3つ以上の星が互いに重力的に束縛されて軌道運動している系もあり、そのような場合にはn連星またはn重連星などと呼ばれる。
また、二重星という言葉も連星を示す場合が多い。しかし、実際には、複数の恒星が地球から見て、同じ方向に位置しており、「見かけ上、連星のように見える」場合を表す。それぞれの恒星の、地球からの距離は全く異なり、物理的にも何の関連性も無い。二重星は、距離が異なるので、光度の差から、年周視差や視線速度を正確に求める事が出来る。しかし、中にはアルビレオのように、二重星か真の連星かが分かっていないものもある。

## 概要
連星は、軌道計算から間接的に恒星の質量を求められるので、天体物理学において、とても重要な存在である。また、質量から、半径や密度などの他のパラメーターも得る事が出来る。また、この観測は、単一の恒星の質量光度関係 (MLR) の分析にも役立つ。
連星は、多くの場合、望遠鏡などの光学的手法で両星に分離して観測され、両星が公転運動している事が確認されている。このような連星を実視連星（英: visual binary）という。しかし、実視連星の多くは、伴星が主星の周りを公転するのに、数百年から数千年という時間がかかる。そのため、軌道要素に関しては不明な点が多い。また、望遠鏡を使用しても分離出来ないほど接近した連星は、アストロメトリー法やスペクトルのドップラー効果などの間接的な手法で発見する。このような連星は分光連星（英: spectroscopic binary）と呼ばれる。分光連星は星の軌道面が天球面に対して大きく傾いていて、2つの星が太陽系から見て近づいたり遠ざかったりするために、そのスペクトル線を継続的に調べると規則正しい周期で青い方にずれたり赤い方にずれたりする。分光連星ではスペクトル線の時間変化を観測することで、星の質量を決めることができる。そして、連星の中には、伴星が主星の手前を日食のように横断して、連星系全体の光度を周期的に変化させるものもある。このような連星は食連星（英: eclipsing binary）と呼ばれる。
主星と伴星が、非常に接近している場合、互いの重力で、伴星の形が扁平状になっている事がある。このような連星を近接連星（英: close binary）と言い、双方の恒星の質量が変化する時がある。

質量の等しい連星が楕円軌道を周回するアニメーション。画像中央の十字は連星系全体の重心を表す。

連星 (binary star) という言葉は1802年にウィリアム・ハーシェルによって最初に作られたとされている。1780年にハーシェルは700個以上の二重星について、星同士の離角と位置を測定した。その結果、そのうちの約50個が20年の観測期間の間に位置を変えており、互いに軌道運動をしている連星であることを発見した。
また、何もない空間の周りを周回しているように見える恒星もいくつか発見されている。位置天文的連星と呼ばれる連星はこのような天体の一例である。この天体は比較的2星の距離が近い連星で、ある点の周りをふらつくような運動を見せるものの、伴星が見えないというものである。分光連星の中にも、前後に動くスペクトル線が1組しか存在しないものがある（通常の分光連星では近づく星と遠ざかる星による2組のスペクトル線が見える）。このような場合でも、普通の連星に用いるのと同じ手法を使うことによって、見えない伴星の質量を推定することができる。このような連星で伴星が見えないのは、伴星が非常に暗く主星の明るさに埋もれて検出できなかったり、中性子星のようにほとんど可視光を放出しない天体だったりするためである。場合によっては、見えない伴星がブラックホールである場合もある。このような例としてはくちょう座X-1がある。この連星系の見えない伴星の質量は太陽の約9倍である。不可視伴星の候補天体としては通常、中性子星も考えられるが、この質量は中性子星の質量の上限よりもはるかに重いため、ブラックホールである可能性が非常に高いと考えられている。また太陽系外惑星の捜索も、連星の不可視伴星と同じ手法で行われることが多い。
連星は、天文学者が遠距離の恒星の質量を直接測定できる主な方法の一つであるため、特に重要である。連星では互いに引き合う重力によって2つの星が回り合っている。実視連星では軌道の形を観測することで、また分光連星ではスペクトル線の時間変化を観測することで、星の質量を決めることができる。
恒星の多くは連星系を作って存在しているため、連星は我々が星形成の過程を理解する上でも重要な存在である。特に、連星の周期や質量を知ることによって連星系の角運動量の大きさが分かる。角運動量は保存量なので、連星の角運動量はその星が生まれた時点の状況についての重要な手がかりを含んでいる。

## 連星の分類
現在では連星はその観測的な属性によって4つのタイプに分類されている。
- 実視連星 (visual binary)
- 分光連星 (spectroscopic binary)
- 食連星 (eclipsing binary)
- 位置天文的連星 (astrometric binary)

この分類の中で複数にまたがる星もしばしば存在する。例えば分光連星のいくつかは食連星でもある。
また、星同士の距離が両星の半径の数倍程度のスケールにまで接近した連星を近接連星 (close binary) と呼ぶ。連星のような二体系を公転周期に同期した回転座標で見ると、両方の星を中心とする涙滴型の等ポテンシャル面が存在する。両方の涙滴の尖った点同士はこの二体系のラグランジュ点L1で接している。この面で囲まれた領域をロッシュ・ローブと呼ぶ。近接連星系の星が進化して巨星になると星本体が膨張してロッシュ・ローブを満たし、やがては星のガスがローブからあふれて相手の星に降着するといった現象が起こり、新星や超新星のような様々な活動現象の元となる。近接連星は星の間の距離に基づいて、以下の3つに分類される。
- 分離型連星 (detached binary)
- 半分離型連星 (semi-detached binary)
- 接触連星 (contact binary)

## 連星に関する研究成果
ハーシェル以来約200年にわたって連星について様々な研究が行われ、いくつかの一般的な性質が明らかになっている。
恒星のうち少なくとも約 1⁄4 は連星系であると考えられている。また連星系のうち約10 %は三連星 (ternary) など、3つ以上の恒星からなる系である。
連星の軌道周期と軌道の離心率の間には直接的な相関関係があり、短い周期の連星では軌道の離心率が小さい（円軌道に近い）。また、連星の2星の距離は近いものから遠いものまで様々である。近いものでは互いの星の表面が接触しているものもある。遠いものになると、非常に離れているが天球上の2星の固有運動の値が同じであるということから、2つが重力的に束縛されていることが辛うじて分かる、というものまで存在する。連星の軌道周期は対数正規分布に従っており、周期が約100年程度の連星が最も多い。
連星の2つの星が同じ明るさの場合には、そのスペクトル型も等しい。明るさの異なる連星では、明るい方の星が巨星である場合には暗い方の星はより青いスペクトル型に属し、明るい方が主系列星ならば暗い星はより赤いスペクトル型に属している。
一般に、質量を決めるには重力の大きさを測定する必要があるが、恒星の中では（太陽や重力レンズを引き起こす恒星の例を除けば）連星が重力の大きさを測定できる唯一の存在である。このため、連星は恒星の中でも観測的に重要な地位を占めている。
実視連星の場合には、軌道の形が決まってかつ連星系の視差の値が得られれば、ケプラーの第三法則によって2つの星の質量の和を直接求められる。
分光連星の場合には、その連星が同時に実視連星や食連星でない限り軌道の形を完全に決めることができないため、視線方向に対する軌道傾斜角のサイン（正弦）を質量に乗じた積の形でしか求めることができない。よって、軌道傾斜角に関する別の情報が得られない限り、その質量は統計的に推定することしかできない。
分光連星が食連星でもある場合には、その連星系の両方の星についての性質（質量、密度、大きさ、光度、およその形状）を完全に得ることができる。

## 連星の例
7連星
さそり座ニュー星
カシオペヤ座AR星
6連星
ふたご座のカストル
みずがめ座91番星（惑星1つを含む6連星）
5連星
オリオン座δ星
4連星
ぎょしゃ座のカペラ
おおぐま座ζ星ミザール
しし座のレグルス
こと座ε星
3連星
こぐま座のポラリス
ケンタウルス座α星
さそり座λ星A
オリオン座のリゲル
ペルセウス座のアルゴル
いっかくじゅう座X-1（ブラックホールを含む3連星）
ケプラー16（惑星1つを含む3連星）
PSR B1620-26（白色矮星と惑星を含む3連星）
2連星
おおいぬ座のシリウス
こいぬ座のプロキオン
ぎょしゃ座ε星
おうし座のアルデバラン
しし座γ星
さそり座のアンタレス
はくちょう座β星アルビレオ
みなみじゅうじ座α星
オリオン座ζ星
こと座β星
おおぐま座α星
うしかい座ξ星
かじき座AB星
くじら座のミラ
かんむり座α星
りゅうこつ座ε星
ほ座γ星
はくちょう座X-1（ブラックホールとの2連星）
かに座HM星（白色矮星の2連星）
PSR J0737-3039（パルサーの2連星）